# Zhang Hong
Zhang Hong (n. 12 aprilie 1988, Harbin, Republica Populară Chineză) este o sportivă ce a reprezentat Republica Populară Chineză, medaliată olimpică. A participat la o ediție a Jocurilor Olimpice (2014) în care a câștigat o medalie de aur.

## Participări
Lista de mai jos prezintă principalele competiții la care a participat Zhang Hong de-a lungul carierei.
- speed skating at the 2014 Winter Olympics – women's 1000 metres[*]